# Gustav Merkel

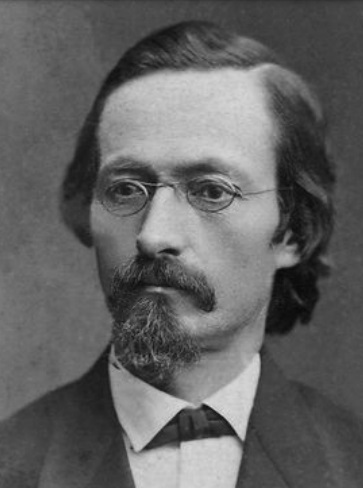
Gustav Merkel.

Gustav Adolf Merkel, född den 12 november 1827 nära Zittau, död den 30 oktober 1885 i Dresden, var en tysk tonsättare.
Efter att i fem år ha bestritt en skollärarebefattning i Dresden ägnade Merkel sig åt tonkonsten. Han tog lektioner av Johann Schneider i orgelspelning, av Ernst Julius Otto i kontrapunkt samt av Carl Gottlieb Reissiger och Robert Schumann i komposition. Merkel blev 1864 hovorganist i romersk-katolska slottskyrkan i Dresden. Han utgav piano-, orgel- och sångkompositioner.